# Nati nel 1211
| Questa pagina contiene informazioni ricavate automaticamente dalle voci biografiche con l'ausilio del template Bio e di un bot. L'aggiornamento è periodico e automatico e ricostruisce completamente la pagina. Se manca una persona in questa lista, sei pregato di non aggiungerla, ma accertati piuttosto che la sua voce biografica contenga il template Bio e che i dati anagrafici siano correttamente compilati. Se il template Bio manca, inseriscilo tu stesso o, in alternativa, metti l'avviso {{tmp\|Bio}} che ne segnala la mancanza. Se i dati riportati sono sbagliati, correggi direttamente la voce biografica; le modifiche saranno visibili in questa lista entro pochi giorni. Per chiarimenti vedi il progetto biografie. La lista contiene solo le 7 persone che sono citate nell'enciclopedia e per le quali è stato implementato correttamente il template Bio. Pagina aggiornata al 10 ago 2025. |

- 25 aprile - Federico II di Babenberg, nobile austriaco († 1246)
- 22 settembre - Ibn Khallikan, giurista e letterato iracheno († 1282)
- Agnese di Boemia, religiosa ceca († 1282)
- Casimiro I di Cuiavia, duca († 1267)
- Eleonora del Portogallo, regina († 1231)
- Enrico VII di Hohenstaufen, re tedesco († 1242)
- Salomea di Polonia, nobile e religiosa polacca († 1268)